# Ян Богуслав Горайн
Ян Богуслав Горайн (пол. Jan Bogusław Horain; нар. ? — пом. 14 червня 1728) — волинський підчаший у 1704—26 роках, кременецький гродзький суддя у 1702 році, парнавський підчаший у 1690—98 роках, парнавський підстолій у 1660-75 роках.
Посол волинського сеймику до сейму 1678/1679 року, консул Волинського воєводства у Сандомирській конфедерації 1704 року.